# Cynanchum kaschgaricum
Cynanchum kaschgaricum là một loài thực vật có hoa trong họ La bố ma. Loài này được Y.X.Liou mô tả khoa học đầu tiên năm 1992.